# Fiebre de amor (película)
Fiebre de Amor es una película mexicana de 1985 producida por Televicine S.A de C.V. y distribuida por Metro-Goldwyn-Mayer, dirigida por René Cardona Jr., y protagonizada por Lucero y Luis Miguel. Fue filmada entre septiembre y octubre de 1984 en Acapulco, México. Se estrenó en la Ciudad de México el 5 de enero de 1985 y duró 9 meses en las carteleras de todos los cines de la República mexicana.

## Argumento
Lucerito es una joven que vive en Acapulco con sus padres y además es fanática del cantante juvenil del momento Luis Miguel y al enterarse de que su ídolo dará un concierto en Acapulco, no duda en asistir.  
Al terminar el concierto ella lo sigue y llega al hotel donde está hospedado el cantante, pero accidentalmente entra a la habitación equivocada y ve cómo un peligroso traficante y contrabandista mata a una señora ahorcándola. El delincuente la ve y la persigue, después, Lucerito entra accidentalmente al cuarto donde está Luis Miguel y le pide ayuda. Ambos viven divertidas y arriesgadas aventuras.

## Reparto
| Actor                   | Personaje                         |
| ----------------------- | --------------------------------- |
| Luis Miguel             | Él mismo                          |
| Lucerito                | Lucerito Romani                   |
| Lorena Velázquez        | Francia De Romani                 |
| Guillermo Murray        | Romani, Papá de Lucerito          |
| Mónica Sánchez Navarro  | Mónica                            |
| Carlos Monden           | Manager de Luis Miguel            |
| Jorge Zamora "Zamorita" | Elevadorista del hotel            |
| Maribel Fernández       | Mesera de restaurante de mariscos |
| Ricardo Carrión         | Traficante                        |
| Carlos East             | Frank De Laurentis                |
| Lupita Sandoval         | Turista-Golfista de Acapulco      |
| Francisco Morayta       |                                   |
| Janet Arceo             |                                   |
| Tereza Suárez           |                                   |
| Erika Carlson           |                                   |
| Pilar Labarthe          |                                   |

## Banda sonora
Fiebre de Amor es el nombre de la banda sonora de la película homónima de 1985, protagonizada por Lucero y Luis Miguel. Fue producida bajo la discográfica EMI Capitol de México, con la producción de Luis Rey.
Está catalogada como una de las más exitosas en ventas y publicidad en la historia del cine y la música, sobre todo por representar un sector de la juventud mexicana de una época en particular. Se mantuvo en el primer lugar de ventas y listas por varias semanas en su año de publicación.
La película salió al mismo tiempo que un álbum con el mismo nombre incluyendo las canciones de la película. 

### Canciones
| Pista | Título                                |
| ----- | ------------------------------------- |
| 1     | Fiebre de Amor                        |
| 2     | Acapulco amor                         |
| 3     | Por Ti                                |
| 4     | Todo el Amor del Mundo                |
| 5     | Este Amor                             |
| 6     | Siempre me quedo, Siempre me Voy      |
| 7     | Sueños                                |
| 8     | Siempre te Seguiré                    |
| 9     | Los Muchachos de Hoy                  |
| 10    | Fiebre de Amor (Versión Instrumental) |